# Consequences (musikalbum av Godley & Creme)
Consequences är den brittiska duon Godley & Cremes debutalbum. Den gavs ut 1977 som en trippel-LP, men kom året efter även i två olika nedkortade versioner.  
Duon, bestående av före detta 10cc-medlemmarna Kevin Godley och Lol Creme, hade redan i början av 1970-talet uppfunnit en gitarreffektapparat, den så kallade gizmotronen, och använt den på flera av 10cc:s låtar. När de 1976 lämnade gruppen beslutade de sig för att göra ett konceptalbum där gizmotronen skulle få en mer framträdande roll. Resultatet blev Consequences. 
Skivan är ett temaalbum omkring människans kamp mot naturen och dess konsekvenser (engelska: consequences). Förutom instrumentalmusik, till största delen framförd via gizmotronen, innehöll den ett antal poplåtar av 10cc-snitt. Textmässigt binds albumet samman av en radioteaterpjäs med fyra män och kvinna. Dessa är paret Stapleton samt deras respektive skilsmässoadvokater Haig och Pepperman. Pianisten Mr. Blint, som vägrade sälja sin tomt när kontorshuset restes, är den femte personen. Handlingen utspelas till stor del på Haigs kontor. Historien är skriven av komikern Peter Cook, som även står för alla fyra männens röster. Fru Stapletons röst görs av Judy Huxtable.
Skivan blev ingen större succé, och på senare skivor gick duon tillbaka till mer traditionell musik.

## Låtlista[1]
Sida A
1. "Seascape" – 2:51
2. "Wind" – 3:54
3. "Fireworks" – 1:00
4. "Stampede" – 6:14
5. "Burial Scene" – 3:07

Sida B
1. "Sleeping Earth" – 6:42
2. "Honolulu Lulu" – 3:20
3. "The Flood" – 7:55

Sida C
1. "Five O'Clock in the Morning" – 3:53
2. "Dialogue" – 4:05
3. "When Things Go Wrong" – 3:42
4. "Dialogue" – 6:40
5. "Lost Weekend" – 4:50

Sida D
1. "Dialogue" – 6:25
2. "Rosie" – 3:07
3. "Dialogue" – 1:06
4. "Office Chase" – 2:34
5. "Dialogue" – 4:17
6. "Cool, Cool, Cool" – 2:53
7. "Dialogue" – 0:07

Sida E
1. "Cool, Cool, Cool (Reprise)" – 0:30
2. "Dialogue" – 0:47
3. "Sailor" – 2:10
4. "Dialogue" – 5:10
5. "Mobilization" – 1:45
6. "Dialogue" – 2:12
7. "Please, Please, Please" – 1:57
8. "Dialogue" – 5:49

Sida F
1. "Blint's Tune - Movements 1-17" – 14:17